# Conca di Viarenna
La Conca di Viarenna (o di Via Arena, detta anche Conca del Vallone) è una conca di navigazione, ora in secca, situata in via Conca del Naviglio a Milano, costruita dalla Veneranda Fabbrica del Duomo tra il 1551 e il 1558 in sostituzione della precedente e omonima conca realizzata nel 1438, che venne demolita durante i lavori di costruzione delle mura spagnole di Milano.
Situata lungo il Naviglio Vallone, serviva per superare il dislivello di circa due metri che esisteva tra la Cerchia dei Navigli e la Darsena di Porta Ticinese, ovvero tra l'immissario e la foce del Naviglio Vallone. La Conca di Viarenna fu la prima conca di navigazione costruita in Europa.

## Storia

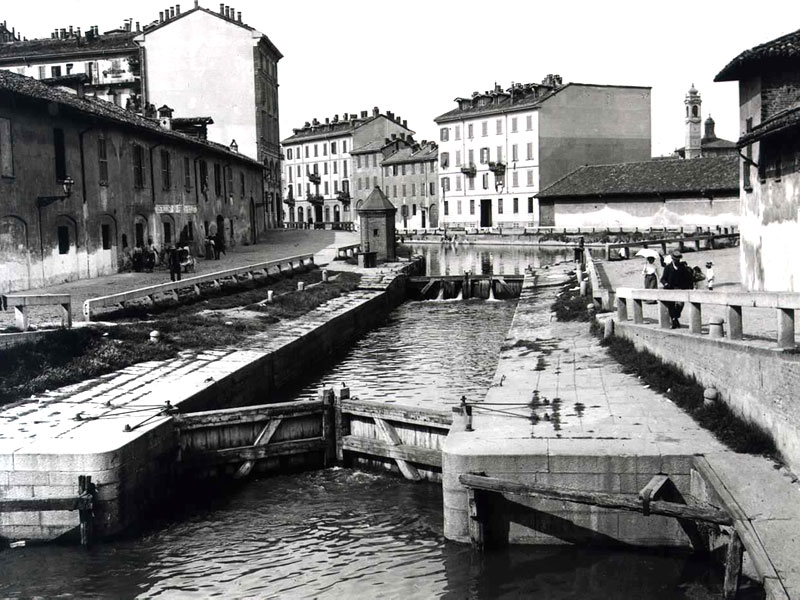
La Conca di Viarenna quando era ancora in funzione in un'immagine di fine XIX secolo

Il Naviglio Vallone fu realizzato tra il 1438 e il 1439 su volere di Filippo Maria Visconti per facilitare la costruzione del Duomo di Milano, che venne interamente ricoperto di marmo di Candoglia; era quindi attraversato, tra l'altro, anche dai barconi provenienti dal Lago Maggiore, dove si trovavano le cave di questo materiale da costruzione. Queste imbarcazioni, quando uscivano dal Lago Maggiore, imboccavano il fiume Ticino, poi il Naviglio Grande, il laghetto di Sant'Eustorgio (bacino artificiale che avrebbe poi dato origine, dopo l'ampliamento che subì nel XVII secolo, alla Darsena di Porta Ticinese), il Naviglio Vallone, la Cerchia dei Navigli e infine attraccavano al laghetto di Santo Stefano, che era situato nei pressi del cantiere del Duomo.
La Conca di Viarenna venne realizzata nel 1438 per superare il dislivello di circa due metri che esisteva tra la Cerchia dei Navigli e la Darsena di Porta Ticinese, ovvero tra l'immissario e la foce del Naviglio Vallone. La Conca di Viarenna fu prima conca di navigazione costruita in Europa. In seguito la Conca di Viarenna fu demolita durante i lavori di costruzione delle mura spagnole di Milano (1548-1562), venendo ricostruita tra il 1551 e il 1558.
Il Naviglio Vallone è stato completamente interrato contestualmente agli analoghi lavori di chiusura della Cerchia dei Navigli, ovvero tra il 1929 e il 1930, per necessità viabilistiche ed igieniche: queste ultime erano la conseguenza degli scarichi abusivi degli immobili costeggianti i canali, che finivano nella Cerchia dei Navigli anziché nella rete fognaria. Alla Conca di Viarenna s'interruppe così la via d'acqua che l'alimentava, e quindi è rimasta in secca.

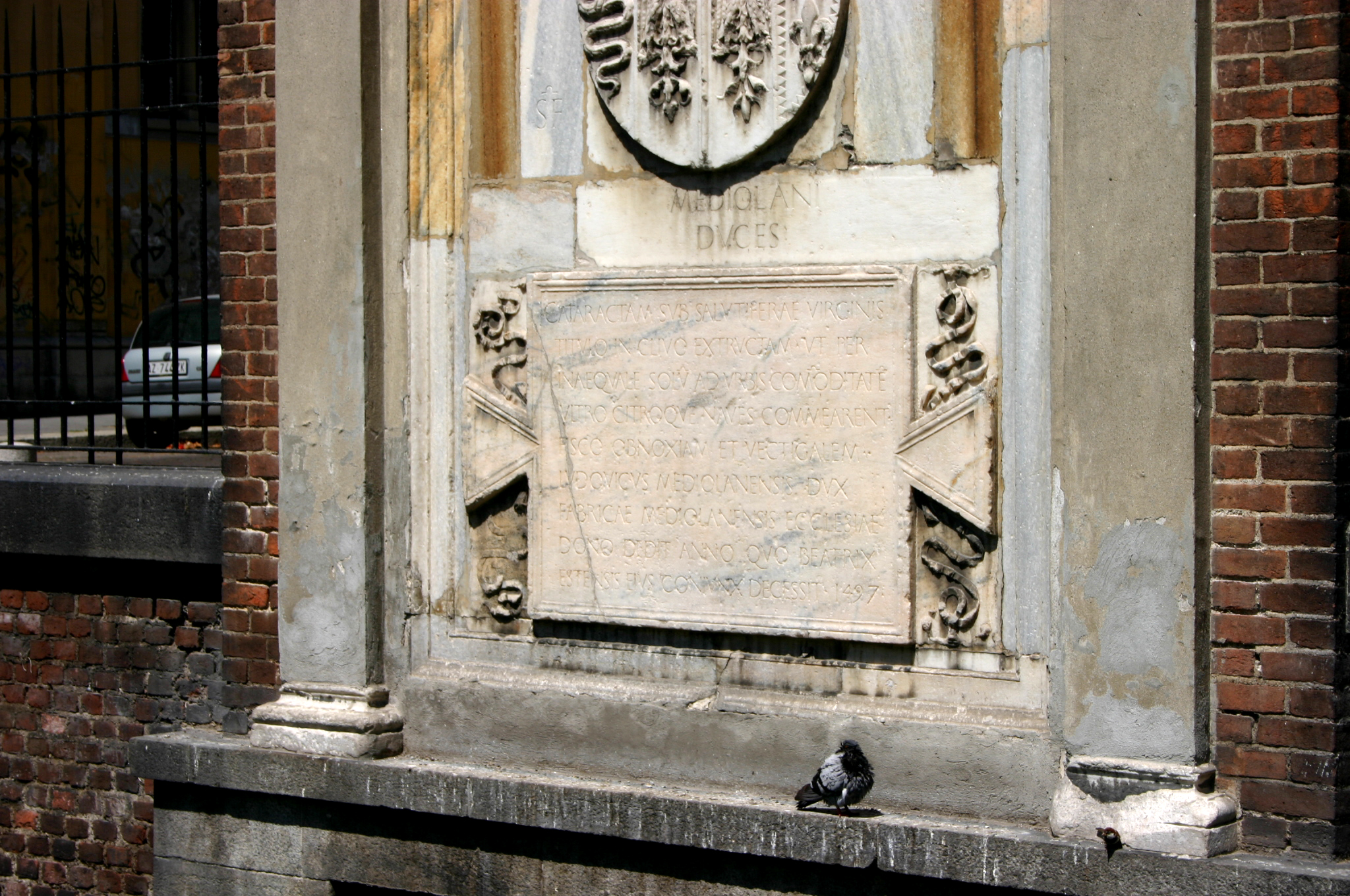
Particolare del decreto ducale posto sull'edicola presente in una delle estremità della Conca di Viarenna che garantiva l'esenzione dal dazio alle imbarcazioni che trasportavano i marmi che servivano per la costruzione del Duomo di Milano

A una delle estremità della conca è stata ricollocata l'edicola, originariamente situata su uno dei suoi lati, che riporta il decreto ducale del 1497 (inciso su una lapide di marmo di Candoglia) che esentava dal pedaggio e dal dazio i barconi destinati al trasporto dei materiali per la costruzione del Duomo, con la formula Auf (lat. Ad usum fabricae, ovvero "ad uso della fabbrica", cioè destinato alla Veneranda Fabbrica del Duomo di Milano). Da "AUF" è derivato il modo di dire "a uffa" oppure "a ufo", che significa "gratis", "senza pagare".
Nella parte superiore è presente uno stemma troncato (cioè diviso verticalmente) che mostra le armi del duca Ludovico il Moro e della moglie Beatrice d'Este: si tratta dello stesso stemma raffigurato sopra il dipinto dell'Ultima Cena di Leonardo da Vinci.
Più in alto, l'emblema della veneranda Fabbrica del Duomo con l'immagine di Maria e l'antica facciata della cattedrale.
Una piattaforma lignea attribuita alla pavimentazione della Conca di Viarenna del 1438 è stata rinvenuta durante alcuni scavi archeologici effettuati nel 2004 all'interno del perimetro della Darsena di Porta Ticinese. In mancanza di idonee tecniche di recupero e di notizie più precise, i reperti sono stati reinterrati nelle condizioni di ritrovamento a scopo conservativo.

## Galleria d'immagini

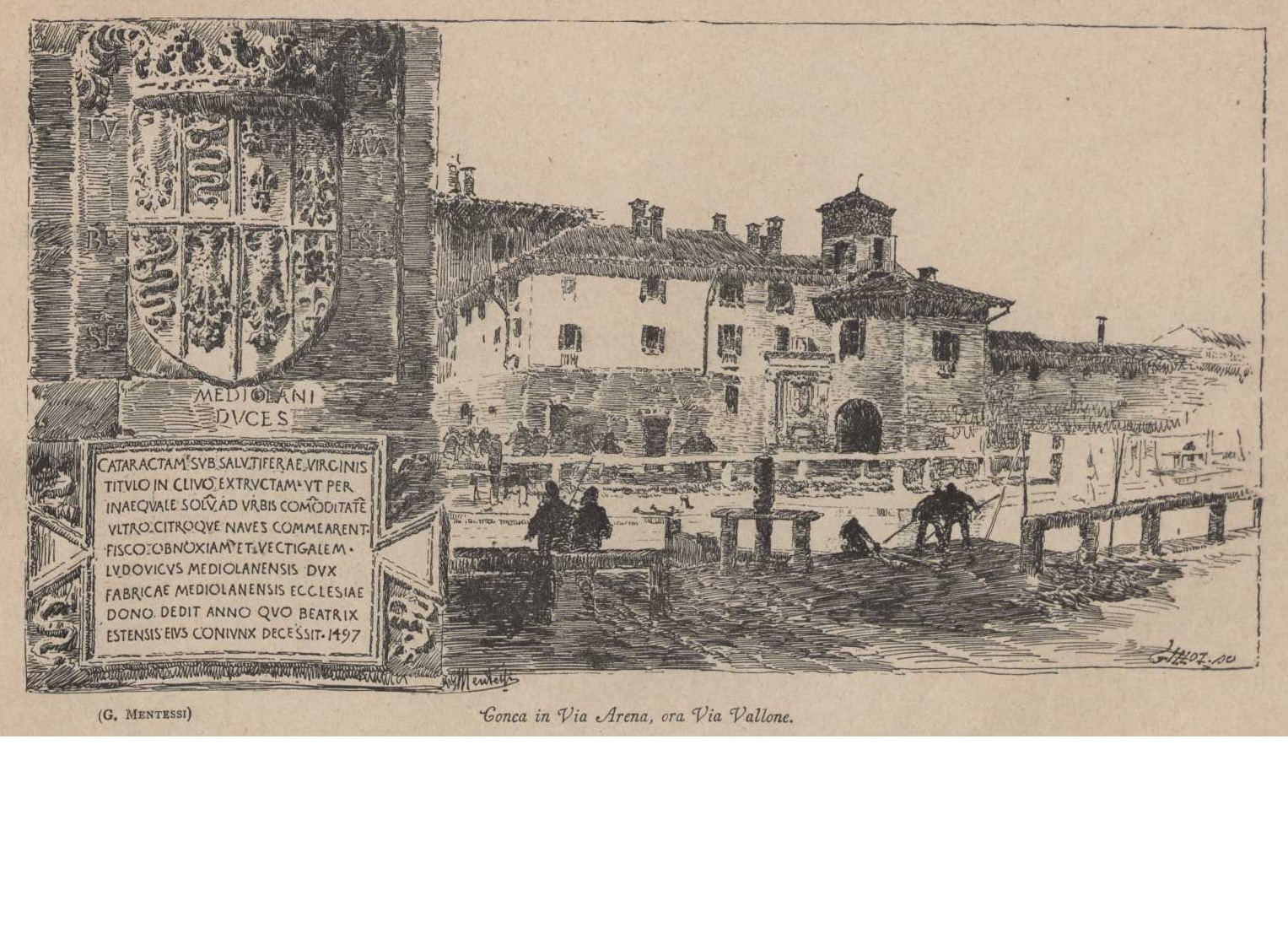
Conca di Via Arena nel XIX secolo in una litografia
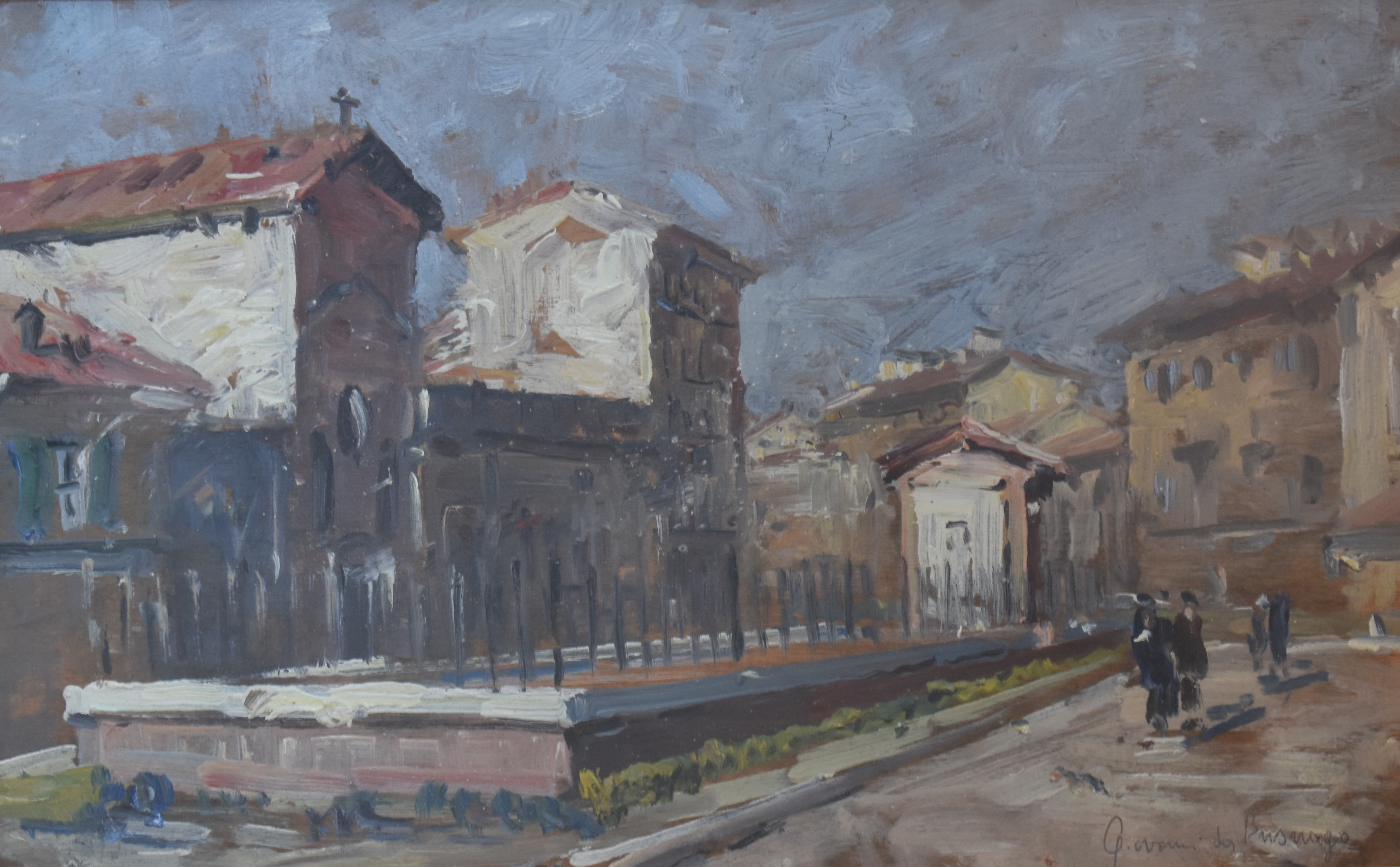
Giovanni Colombo da Busnago, veduta della Conca di Viarenna, 1938, olio su faesite, collezione privata
Il Naviglio Vallone verso la Conca di Viarenna (che si vede sullo sfondo) all'inizio del XX secolo